# Пережитки шаманізму в угорському фольклорі
Пережитки шаманізму в угорському фольклорі — рудименти міфологічної свідомості в представників угорського етносу, пов'язаних із вірою в можливість впливати на об'єктивну реальність за допомогою посередників з т. зв. потойбічним світом, а також магічно-ритуальна атрибутика угорських знахарів, цілителів, віщунів і т. ін.
Проблему угорського та пов'язаного з ним сибірського шаманізму вивчали Габор Сенткатолнаї (Gábor Szentkatolnai), Бенедек Баратоші-Балог (Benedek Baráthosi-Balogh), Єньо Фазекаш (Jenő Fazekas), Вільмош Діосегі (Vilmos Diószegi). Наразі дану тему в Угорщині досліджує Міхай Хоппал (Hoppál, Mihály).

## Витоки шаманізму
Природа угорського шаманізму, як і взагалі угорська міфологія, тісно пов'язана із походженням угорців як етносу. Десь до середини І тис. н. е. предки угорців складали частину фіно-угорського світу, де шаманізм (камлання) є важливою складовою релігійно-міфологічної практики. Поширене у фіно-угорському світі використання галюциногенних грибів для камлання відоме також і з угорських переказів.
Проте, на відміну від своїх родичів — хантів і мансі, що залишилися в тайзі, мадяри переселилися до лісостепу, де рано потрапили під вплив тюрків. Довго живучи під владою булгар і хазар, повністю перейшовши до кочового способу життя, вони стали подібними до своїх степових сусідів (Костянтин Багрянородний називає угорців «турками»). Відомо, що угорці мають генетичну спорідненість з башкирами. Уже після «завоювання батьківщини» мадяри асимілювали кочівників кавар, частину половців-кунів і т. ін.
Крім тюрків, на угорський релійно-міфологічний світогляд вплинули також, очевидно, залишки іраномовного населення Степу — алани-яси. Саме від них, ймовірно, походив звичай ховати знатних угрів разом з кіньми.
Проте, як зазначають дослідники, угорський фольклор має найбільшу подібність саме до тюркського. За даними арабських джерел, традиційними для угорців були поклоніння вогню та релігія, схожа на тенгріанство. Верховного бога угорці здавна називають Іштен, де частка «тен» є похідною від тюркського «Тенгрі». Для угро-тюркського міфологічного світогляду характерним є уявлення про тричленне ділення Всесвіту (верхній, людський та підземний світ), світове дерево, перекази про бетярів-богатирів (тюрк. батир).

## Талтоші— угорські чаклуни
З історичних джерел відомо, що й після прийняття католицтва серед угорців виділялася група жерців, яких звали táltos. До характерних рис талтоша відносять:
- появу на світ із зубами, зазвичай великими, іноді — з волосяним покровом;
- в семирічному віці талтош зникає. Вважається, що старі чаклуни на небі в цей час передають йому свої знання. Коли він не зробить цього, то втрачає свідомість;
- спить вдень і поринає у невидимий світ, по поверненні з якого просить молока;
- згідно повір'їв, може перевтілюватися в інших істот, найчастіше — в бика.

Міхай Хоппал у 1980-х роках описав шаманську практику кількох талтошів-пастухів у глухих селах Угорщини.
Неодмінний атрибут талтоша — бубон, що виготовлявся з великого перехрещеного решета. Чудодійні властивості бубона зафіксовані у дитячій угорській пісні Лелека, лелека, горлиця, де з його допомогою хлопчик лікує зраненого лелеку. Удари решета-бубона талтош використовував для передбачення майбутнього, лікування хворих, міг ними загонити в потрібному напрямку худобу.

## Босоркані— угорські відьми
На відміну від класичних сибірських шаманів, талтошами могли бути і жінки. У XVI-XVIII століттях відбувалися судові процеси над босорканями (boszorkány, boszorka) — угорськими відьмами. Згідно повір'їв, відьми найбільше шкодять на Іванів день. Звинувачувані, натомість, заперечували своє відьомство, стверджуючи що вони є талтошами. Дане поняття, як і лексема, згодом потрапили до сусідніх слов'янських народів (наприклад, словаків). Зокрема, в бойківських говірках босурканя — це відьма-ворожбитка. Сходознавець В. Бушаков виводить етимологію boszorka з тюркських мов. Гоголівський басаврюк («диявол у людській подобі») має те ж саме походження.